# 郡山ラジオ中継局

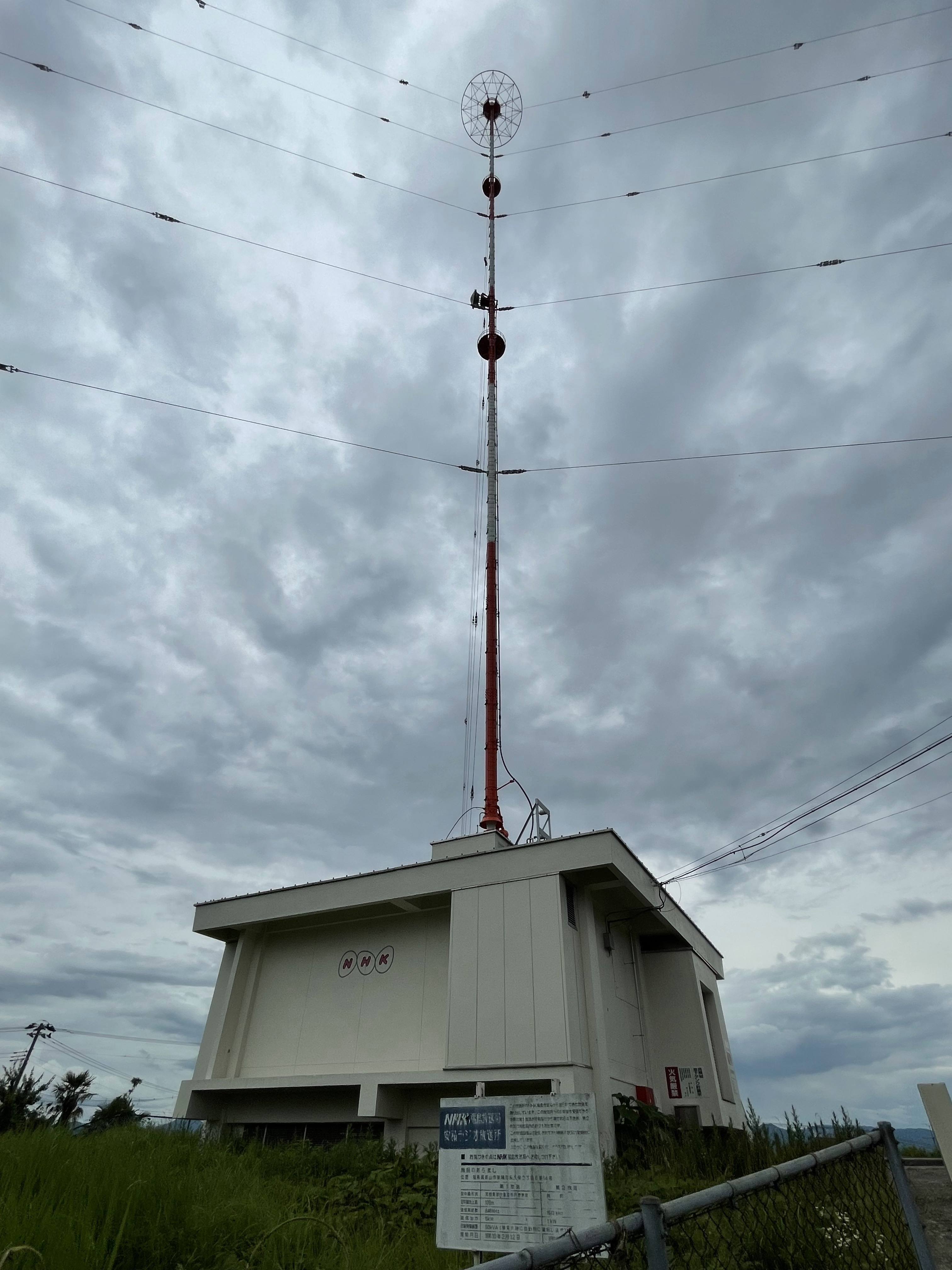
NHK安積ラジオ送信所

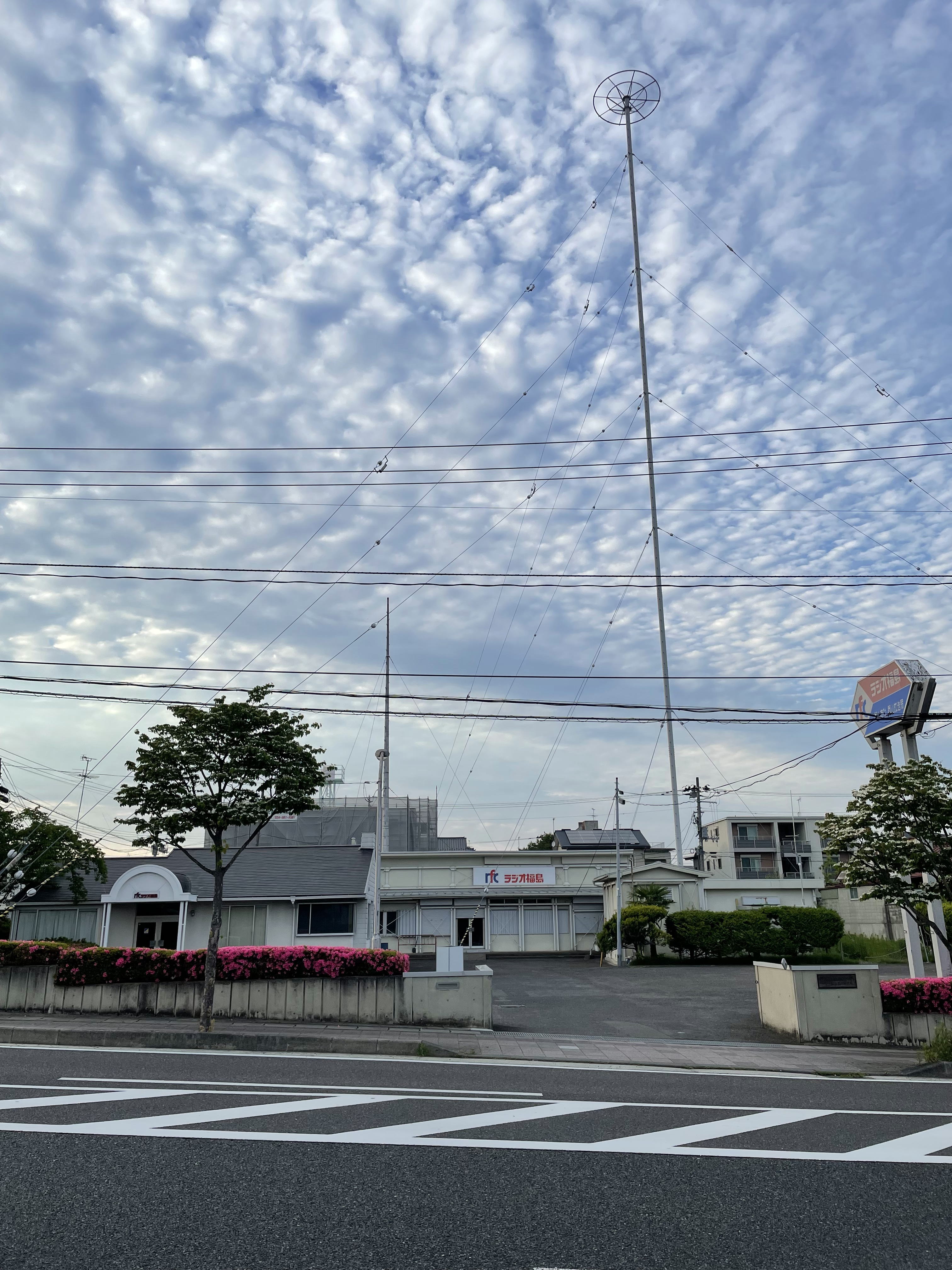
rfc郡山放送局（郡山支社を兼ねる）

郡山ラジオ中継局（こおりやまラジオちゅうけいきょく）は、福島県郡山市にあるAMラジオ中継局である。なお、正式な送信施設名は、NHKで安積ラジオ放送所、rfcで郡山放送局・郡山FM補完中継局であるが、本項では便宜上｢郡山ラジオ中継局｣として記述していく。

## 概要
- 当中継局にはNHK福島放送局とラジオ福島（rfc）の中継局が設置され、中通り中・南部地域の大半地域に向けて電波を発射している。なお、中通り北部地域では福島ラジオ送信所からの電波を受信している。
- rfcは当中継局敷地内に郡山支社を併設している（本社も福島ラジオ送信所敷地内に設置）。

## 中継局送信設備概要
| 周波数        | 放送局名       | コールサイン     | 出力          | 放送対象地域  | 放送区域 内世帯数 | 中継局置局住所                  | 開局日        |
| NHK福島放送局 | NHK福島放送局  | NHK福島放送局    | NHK福島放送局 | NHK福島放送局 | NHK福島放送局     | NHK福島放送局                   | NHK福島放送局 |
| ------------- | -------------- | ---------------- | ------------- | ------------- | ----------------- | ------------------------------- | ------------- |
| 846kHz        | NHK 福島第1    | （JOCP）         | 5kW           | 福島県        | 約64万世帯        | 郡山市安積町 長久保2丁目6番14号 | 1941年2月12日 |
| 1512kHz       | NHK 福島第2    | （JOCD）         | 1kW           | 全国          | 約21万世帯        | 郡山市安積町 長久保2丁目6番14号 | 1951年6月1日  |
| rfcラジオ福島 |                |                  |               |               |                   |                                 |               |
| 1098kHz       | rfc ラジオ福島 | JOWO             | 5kW           | 福島県        | 不明              | 郡山市菜根2丁目9番9号           | 1953年12月1日 |
| 90.8MHz       | rfc ラジオ福島 | （FM補完中継局） | 500W          | 福島県        | 244,762世帯       | 郡山市中田町（黒石山）          | 2017年3月26日 |

- NHKの郡山送信所独自のコールサイン(呼出符号)は、1988年の機構改革により郡山局が福島局の支局に格下げされたため廃止。現在は福島県内のNHK波すべてが同一のコールサイン。NHK福島放送局#放送系統を参照。

## その他
- NHK福島ラジオ第1放送とrfcの出力は、地形及び送信所置局位置の関係で福島本局より大きい。（詳細は、該当項も参照の事。）
- FM中継局については、NHK-FM福島およびエフエム福島（ふくしまFM）は当地に設置してない。前述2局は福島市の笹森山に置かれる親局を「福島・郡山地区」と定義し、笹森山の1か所（1kW）で中通りをカバーしているためである。
- rfcのFM補完中継局は上述の笹森山と当地の黒石山から、それぞれ500Wで送信する「大電力同期放送」を行っている[1]。